# 이중간첩 (2003년 영화)
《이중간첩》은 2003년 1월에 개봉한 대한민국의 영화이다.

## 캐스팅
- 한석규 : 임병호 역
- 고소영 : 윤수미 역
- 천호진 : 백승철 역
- 송재호 : 송경만(기형철) 역
- 류승수 : 이상욱 역
- 이병욱 : 김기영 역
- 신귀식 : 윤정섭 역
- 권혁풍 : 구원사 역
- 김병춘 : 국가안전기획부 취조원 역
- 박수일 : 승철 기사 역
- 엄효섭 : 요원 1 역
- 박재현 : 요원 3 역
- 성민수 : 중령 역
- 정대용 : 교회 북한 사내 역
- 김성태 : 취조원 2 역
- 유형관 : 식물원 사진사 역
- 박성근 : 시민회관 사회자 역
- 한춘일 : 낚시꾼 2 역
- 이현 : 서백림 역
- 박팔영 : 교회목사 역
- 서범식 : 덩치 역
- 김광인 : 레코드점 주인 역

## 같이 보기
- 한국 영화